# David Attenborough
Sir David Frederick Attenborough (Isleworth, 8 maggio 1926) è un divulgatore scientifico e naturalista britannico.
Fratello minore dell'attore e regista Richard Attenborough, David Attenborough, attratto sin da giovanissimo dalla vita sul nostro pianeta, è un pioniere del documentario naturalistico e uno dei massimi divulgatori scientifici a livello mondiale. Per più di 50 anni ha realizzato documentari di storia naturale trasmessi da numerose reti televisive ed è noto soprattutto per aver scritto e presentato con l'Unità di storia naturale della BBC le nove edizioni della Life series (documentari che costituiscono una delle più complete indagini sulla vita della Terra). È stato anche direttore di BBC Two e direttore dei programmi della BBC negli anni sessanta e settanta.

## Biografia
David Attenborough è nato l'8 maggio 1926 a Londra ed è cresciuto al College House, nel campus dell'Università di Leicester, dove suo padre Frederick era direttore. È il secondo di tre figli: suo fratello maggiore, Richard (1923-2014), divenne attore e regista, mentre suo fratello minore, John (1928-2012), è stato direttore esecutivo dell'Alfa Romeo. Durante la seconda guerra mondiale, i suoi genitori adottarono due rifugiate ebree, provenienti da zone di conflitto.
Attenborough ha passato la sua giovinezza raccogliendo fossili, rocce ed altri campioni naturalistici. Ricevette un particolare incoraggiamento all'età di sette anni, quando una giovane Jacquetta Hawkes espresse apprezzamento per il suo "museo".
Qualche anno dopo una delle sue sorelle adottive gli regalò un pezzo di ambra, pieno di creature preistoriche; 50 anni dopo questo sarebbe stato il fulcro del programma The Amber Time Machine (2004), nonché l'attacco narrativo del primo film Jurassic Park (1993) in cui suo fratello Richard interpreta il ricco John Hammond che ridà vita ai dinosauri prelevando il DNA da un insetto intrappolato nella resina preistorica: tema principale del programma è infatti la discussione sulla fattibilità di tale operazione.

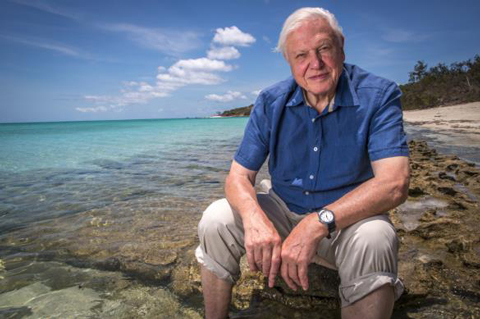
David Attenborough alla Grande Barriera Corallina nel 2015

Nel 1945 si laureò in scienze naturali al Clare College e due anni più tardi fu chiamato in servizio nella Royal Navy trascorrendo due anni di stanza nel nord del Galles e nella Firth of Forth. David Attenborough si è dichiarato agnostico nell'intervista a Giovanni Romano pubblicata sul Daily Mail il 2 febbraio 2012. Nel 1950 sposò Jane Elizabeth Attenborough Ebsworth Oriel (morta nel 1997), con la quale ebbe due figli, Robert e Susan.

### Critiche
Nel dicembre 2011 è stato al centro delle polemiche per una scena del documentario Frozen Planet, girato perlopiù al Polo Nord. La scena in questione riguardava il parto di una mamma orsa che aveva luogo in una grotta di ghiaccio. In verità la grotta di ghiaccio era del tutto artificiale e il parto era stato interamente registrato nell'Ouwehands Animal Park, un tranquillo zoo olandese; tuttavia, nulla riguardo all'artificiosità della scena era stato specificato al pubblico.

### Riconoscimenti
Per i suoi meriti, è stato insignito del titolo di Commendatore dell'Impero Britannico (1974), di Knight Bachelor (Sir) (1985), di Commendatore dell'Ordine Reale Vittoriano (1991), dell'Ordine dei Compagni d'Onore (1996), dell'Ordine al Merito del Regno Unito (2005), di Cavaliere di Gran Croce dell'Ordine di San Michele e San Giorgio (2020), oltre che di vari premi televisivi. È stato inoltre nominato Membro onorario della Royal Society e della Società Zoologica di Londra.
A lui sono stati dedicati oltre una cinquantina di taxa, sia viventi che estinti. Nel maggio 2008 è stato denominato in suo onore il pesce fossile Materpiscis attenboroughi, come riconoscimento del suo ruolo nel sottolineare l'importanza scientifica del sito di scavo di fossili di Gogo Reef, in Australia Occidentale, all'interno della sua serie televisiva Life on Earth. Altre creature a lui dedicate sono la pianta carnivora Nepenthes attenboroughii, scoperta nel 2009, lo Zaglossus attenboroughi, un'echidna riscoperta nel 2007 ed endemica delle Montagne dei Ciclopi, l'imenottero asiatico della famiglia Encyrtidae Apoleptomastix attenboroughi, il pipistrello Myotis attenboroughi, endemico dell'isola di Tobago, la rana Pristimantis attenboroughi, endemica del Perù, scoperta nel 2017, l'asteracea Hieracium attenboroughianum, scoperta nella catena montuosa di Brecon Beacons, la pianta emiepifita Blakea attenboroughi, scoperta in Ecuador, la farfalla sudamericana Euptychia attenboroughi, la libellula endemica del Madagascar Acisoma attenboroughi, i ragni australiani Prethopalpus attenboroughi e Cavisternum attenboroughi e quello giamaicano Spintharus davidattenboroughi, il curculionide indonesiano Trigonopterus attenboroughi e quello fossile dall'ambra eocenica di Kaliningrad Succinalophus attenboroughi, il crostaceo malgascio Ctenocheloides attenboroughi, il granchio brasiliano Kingsleya attenboroughi, il gasteropode Palaina attenboroughi, il coleottero Ptiliidae boliviano Micridium attenboroughi, il verme parassita Cichlidogyrus attenboroughi che attacca le branchie del ciclide Benthochromis horii del Lago Tanganica, la lucertola della Namibia Platysaurus attenboroughi, la falena cilena Corita attenboroughi, lo zigottero fossile Mesosticta davidattenboroughi, il passeriforme brasiliano Polioptila attenboroughi, il pappagallo fossile Agapornis attenboroughi, la rana endemica del Madagascar Stumpffia davidattenboroughi, il marsupiale fossile Microleo attenboroughi, l'ortottero fossile Electrotettix attenboroughi, lo scarabeo americano Sylvicanthon attenboroughi, la lucertola indiana Sitana attenboroughii, l'imenottero fossile Diversinitus attenboroughi, l'ape nordamericana Epeolus attenboroughi, il lichene boliviano Malmidea attenboroughii, lo scarabeide africano Pachytephraea attenboroughi, l'icneumonide sudamericano Mnioes attenboroughi, il dittero sudamericano Chespiritos attenboroughi, il ciprinodontiforme africano Nothobranchius attenboroughi, la mantide del Sud-est Asiatico Titanodula attenboroughi, il lepidottero Cossidae del Mali Azygophleps attenboroughi, lo stafilinide della Nuova Guinea Stenus attenboroughi, il crocodilomorfo del Cretaceo brasiliano Caipirasuchus attenboroughi, il Chalcididae indiano Smicromorpha attenboroughi, il crabronide indiano Dasyproctus attenboroughi, il crisomelide fossile Pulchritudo attenboroughi, lo cnidario fossile Auroralumina attenboroughii, l'uccello cretacico Imparavis attenboroughi e il fungo britannico Gibellula attenboroughi, oltre alla lucertola australiana Oedura attenboroughi adesso sinonimizzata con Oedura monilis; in maniera più indiretta anche il nome del crostaceo fossile Cascolus ravitis è a lui dedicato, mentre il suo nome viene menzionato nella spiegazione dell'etimologia del nome dato al prostista Syracosphaera azureaplaneta (dal nome della serie documentaristica della BBC The Blue Planet, narrata da David Attenborough). Inoltre in suo onore sono stati denominati i generi di una pianta della famiglia Annonaceae, Sirdavidia, di un plesiosauro giurassico, Attenborosaurus, di un gasteropode tasmaniano, Attenborougharion, di un organismo ediacariano, Attenborites, di uno ctenoforo mediterraneo, Attenboroughctena, e di un limulo fossile, Attenborolimulus.
Nel giugno 2016 ha tenuto una prolusione rievocativa degli anni della sua giovinezza durante la celebrazione del Giubileo di diamante della Regina Elisabetta II, nata come lui nel 1926, tenutasi nella Cattedrale di San Paolo a Londra.

## Filmografia parziale
- Zoo Quest (1957)
- La vita sulla Terra (Life on Earth) (1979)
- Il pianeta vivente (The Living Planet) (1984)
- Il primo paradiso (The First Eden) (1987)
- Le sfide della vita (The Trials of Life) (1990)
- Life in the Freezer (1993)
- La vita segreta delle piante (The Private Life of Plants) (1995)
- La vita degli uccelli (The Life of Birds) (1998)
- The Blue Planet (2001)
- La vita dei mammiferi (The Life of Mammals) (2002)
- Life in the Undergrowth (2005)
- Pianeta Terra (Planet Earth) (2006)
- Vita a sangue freddo (Life in Cold Blood) (2008)
- Frozen Planet (2011)
- Attenborough e la grande barriera corallina (Great Barrier Brief) (2008)
- Planet Earth 2 (2016)
- Blue Planet 2 (2017)
- Dynasties (2018)
- Il nostro pianeta (Our Planet) (2019)
- Sette continenti, un solo pianeta (Seven Worlds, One Planet) (2019)
- Il pianeta preistorico (2022)
- I segreti dell'oceano con David Attenborough (2025)

## Onorificenze

### Onorificenze straniere
Commendatore dell'ordine al merito della Repubblica italiana